# Anglet

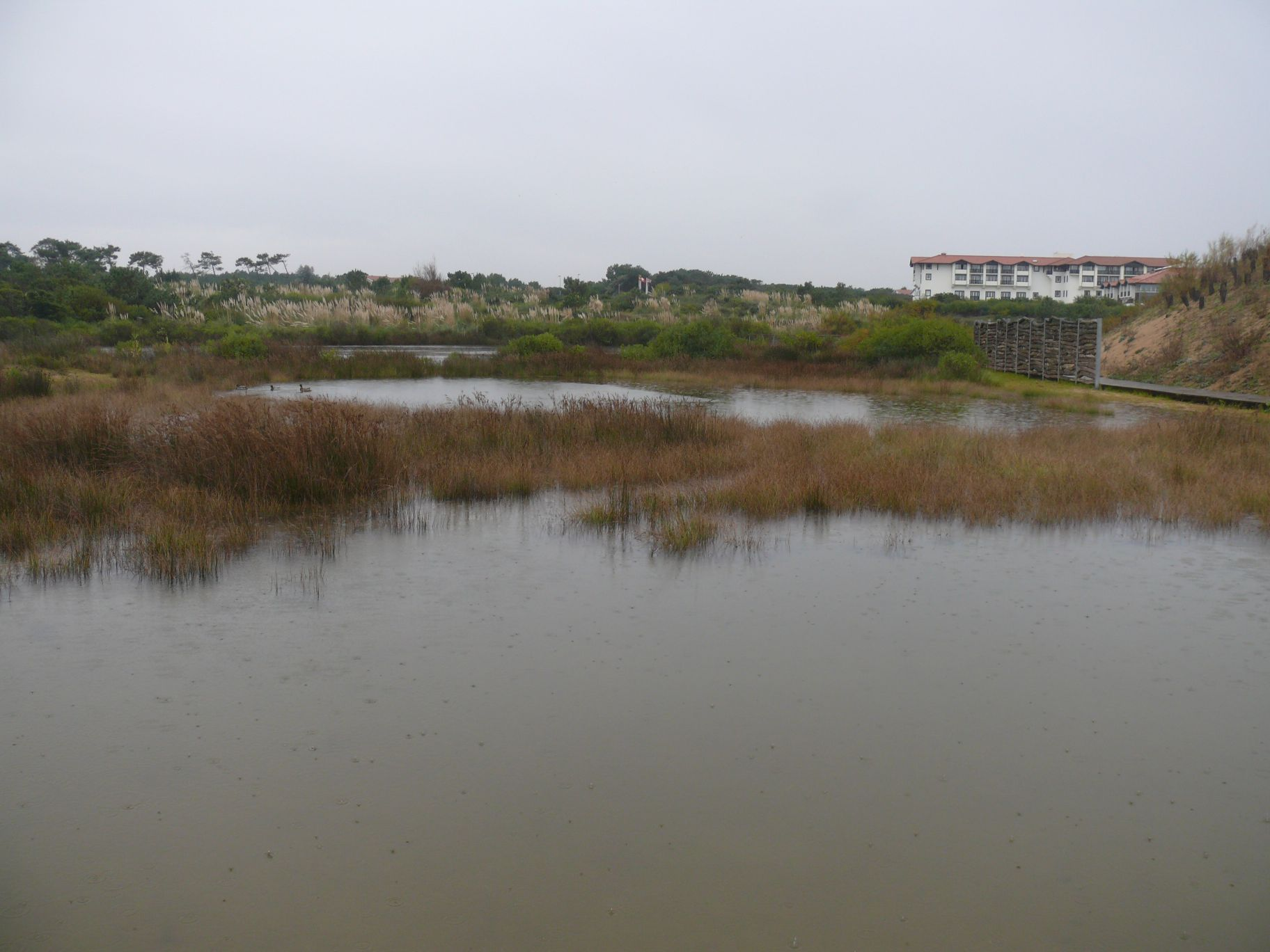
Naturreservater Izadia

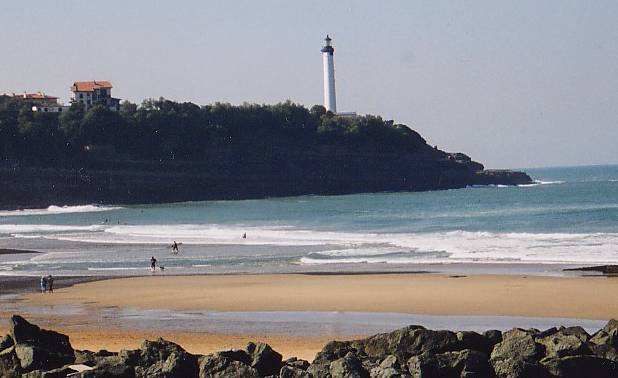
Den långa sandstranden

Anglet är en stad och kommun i Frankrike i departementet Pyrénées-Atlantiques i regionen Nouvelle-Aquitaine. Anglet baskiska namn är Angelu.
Anglet hade 42 288 invånare (2022). En ökning från 5 679 sedan 1901.

## Geografi
Anglet har elva stränder.
- Plage de la Barre
- Plage des cavaliers
- Plage des dunes
- Plage de l'océan
- Plage de la Madrague
- Plage de la petite Madrague
- Plage des corsaires
- Plage de Marinella
- Plage des sables d'or
- Plage du club
- Plage du VVF

### Grannkommuner
- Arbonne
- Arcangues
- Bassussary
- Bayonne
- Biarritz
- Bidart
- Boucau
- Tarnos (Landes)

## Ekonomi
Anglet utgör en del av den administrativa stadsenheten Bayonne-Anglet-Biarritz (BAB) som bland annat har hand om administrationen av den gemensamma flygplatsen med samma namn.